# Löhrs Carré

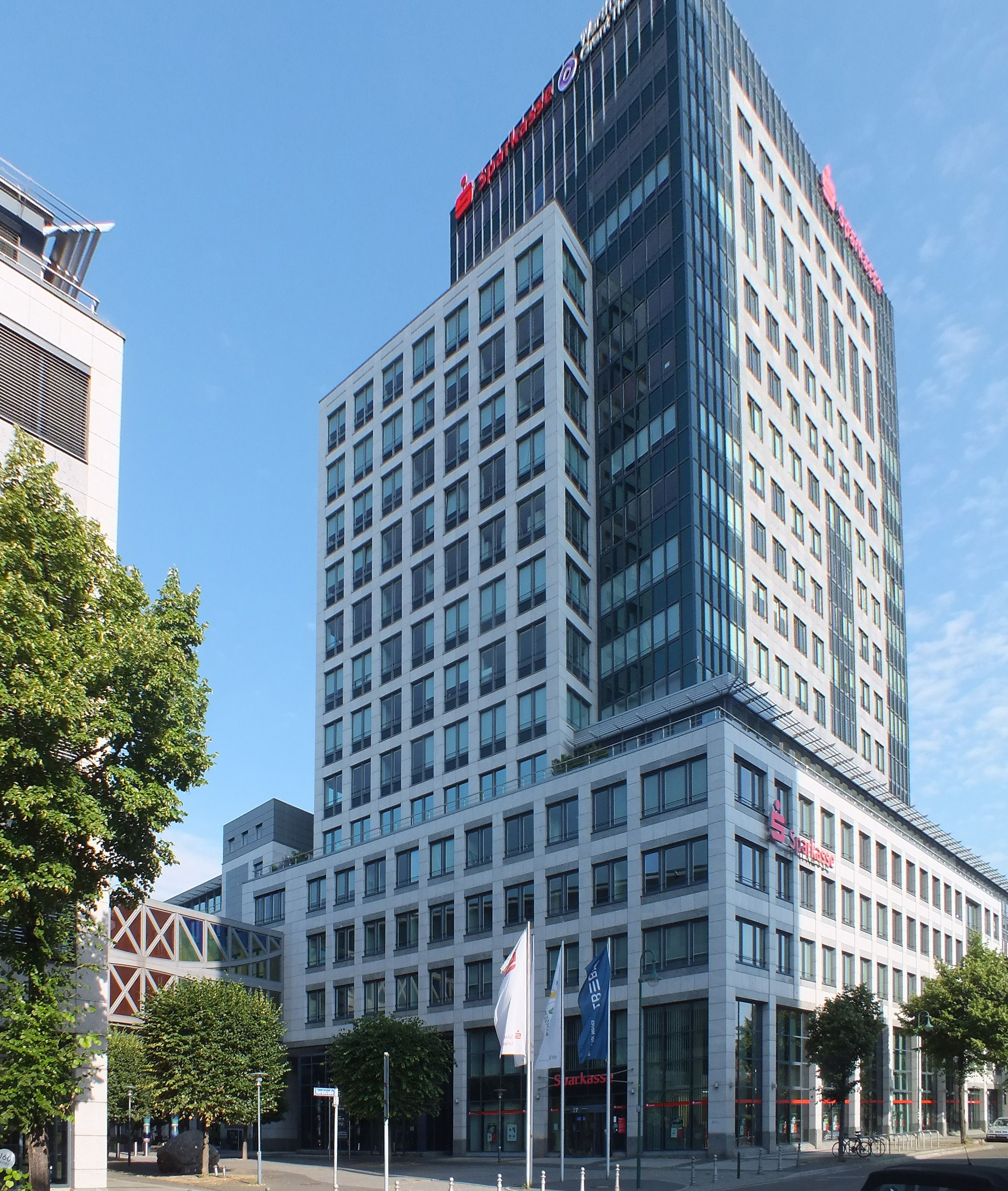
Löhrs Carré, Nordteil

Löhrs Carré ist ein Bürokomplex in der Nordvorstadt Leipzigs, dessen Hauptnutzer die Sparkasse Leipzig und die Landesbank Baden-Württemberg sind. Der Name der Anlage nimmt Bezug auf den Besitzer eines ehemaligen öffentlichen Parks auf diesem Gelände und auf ihre rechteckige Form.

## Lage und Beschreibung
Löhrs Carré wird im Norden beginnend im Uhrzeigersinn von folgenden Straßen begrenzt: Uferstraße, Nordstraße, Keilstraße und Löhrstraße. Es nimmt eine Fläche von etwa anderthalb Hektar ein. Durch die Humboldtstraße, die in diesem Stück ein begrünter Fußgängerbereich ist, wird der Komplex in einen größeren nördlichen und einen kleineren südlichen Bereich getrennt, wobei sich die fünfstöckigen Gebäude mit auf- und zurückgesetztem Dachgeschoss jeweils um Innenhöfe gruppieren. Der nördliche Innenhof enthält noch einen viergeschossigen Rundbau.

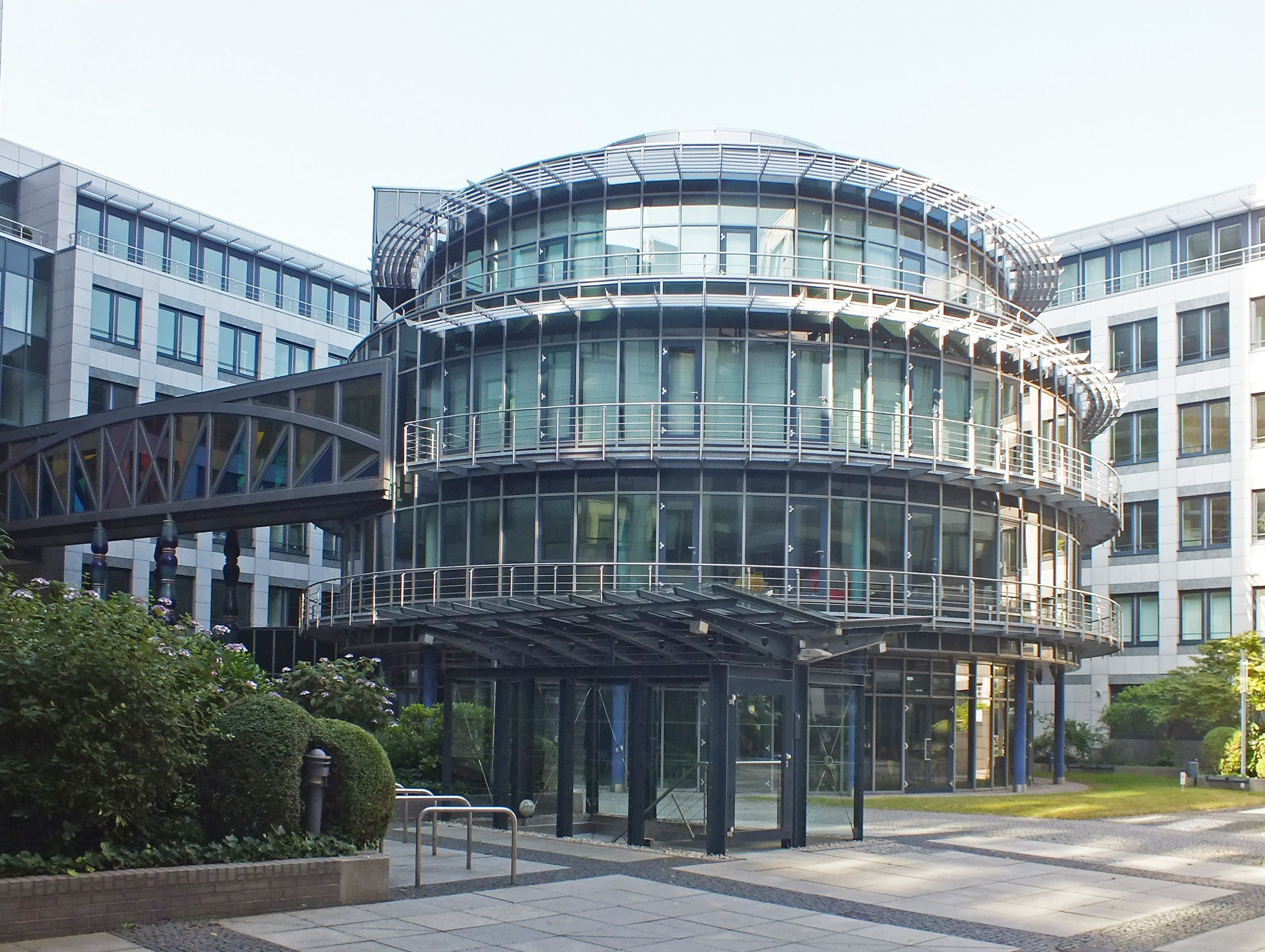
Rundbau im Nordteil
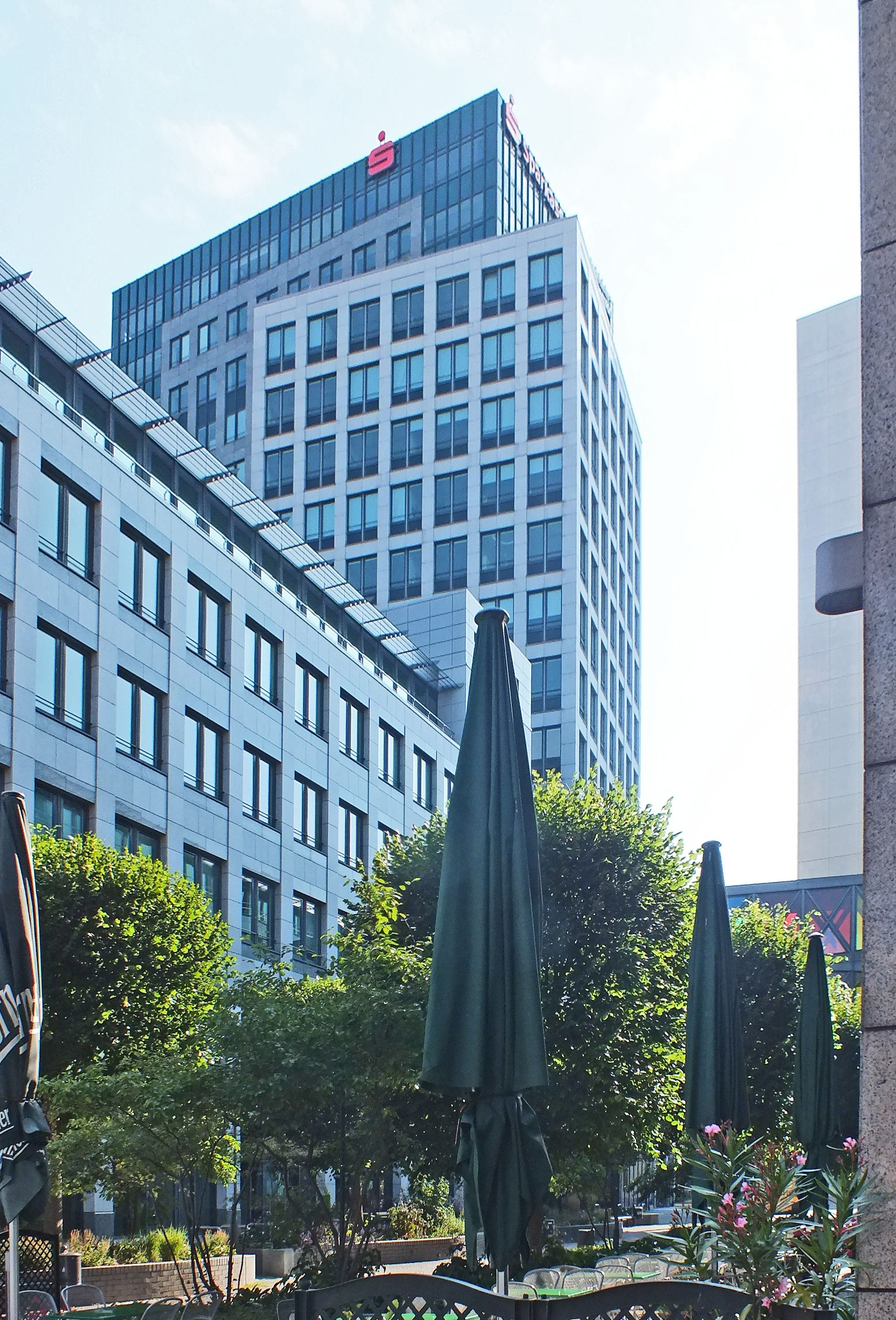
Die Humboldtstraße
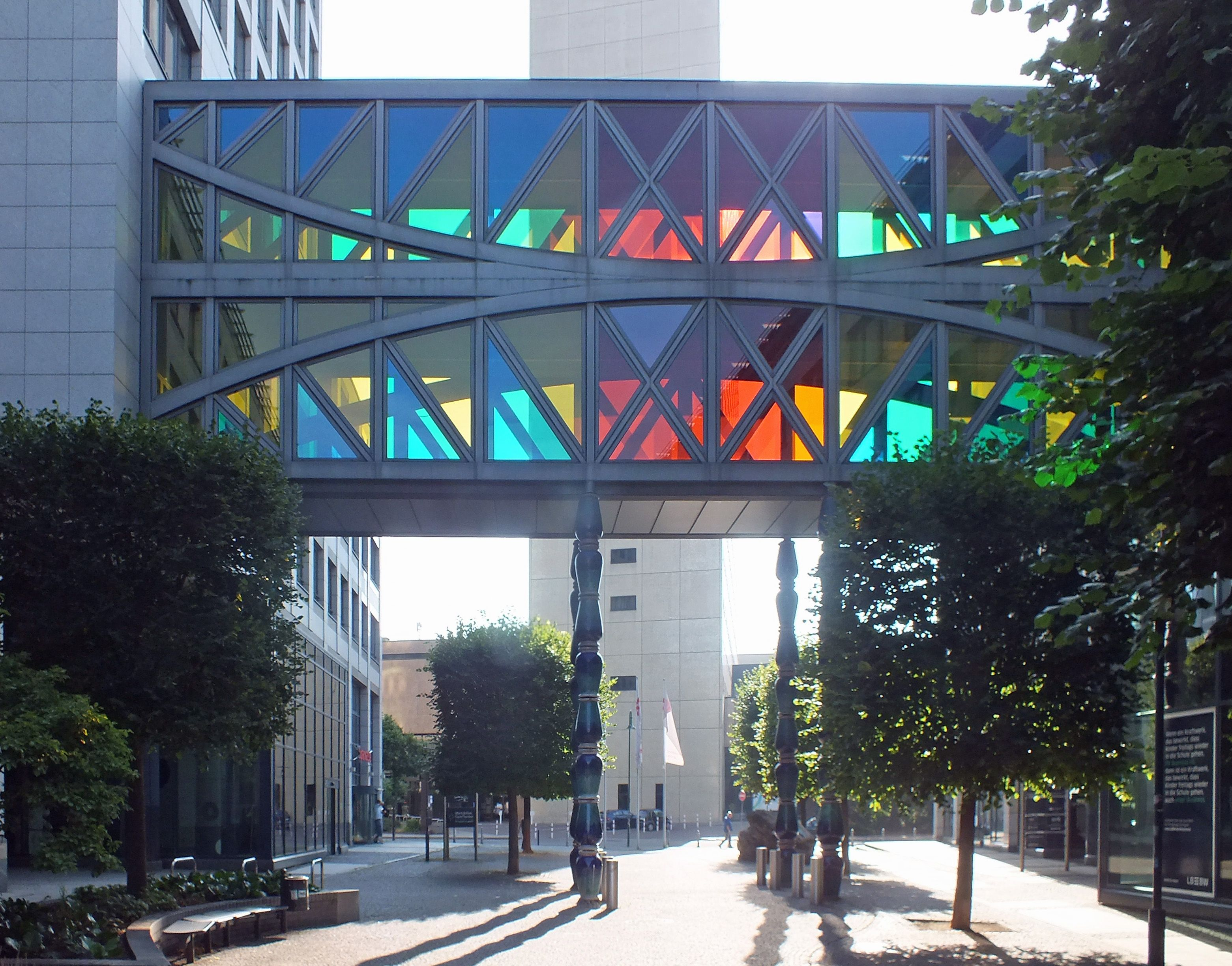
Fußgängerbrücke

An der südöstlichen Ecke des nördlichen Teils erhebt sich ein Hochhaus mit 18 Geschossen und 65 Meter Höhe. An seiner Südostecke wird es von einem 14-stöckigen Gebäudeteil eingefasst, dessen Wandflächen um 10 Grad gegen die des Hauptbaus verschwenkt sind. Die Fassaden sind in zwei Grautönen gehalten, dunklem Glas und hellem Granit.
Über die Humboldtstraße verläuft eine zweietagige Fußgängerbrücke mit mehrfarbiger Verglasung und blaugrünen vasenartigen Keramikstützen, ein Werk des amerikanischen Künstlers Siah Armajani (1939–2020). Ebenerdig gibt es öffentliche Durchgänge durch die Höfe.
Löhrs Carré enthält auf insgesamt 56.000 m² Nutzfläche 850 Büros und mehrere andere Gewerbeeinheiten, wie Gastronomie und Einzelhandel in der Erdgeschosszone.

## Geschichte

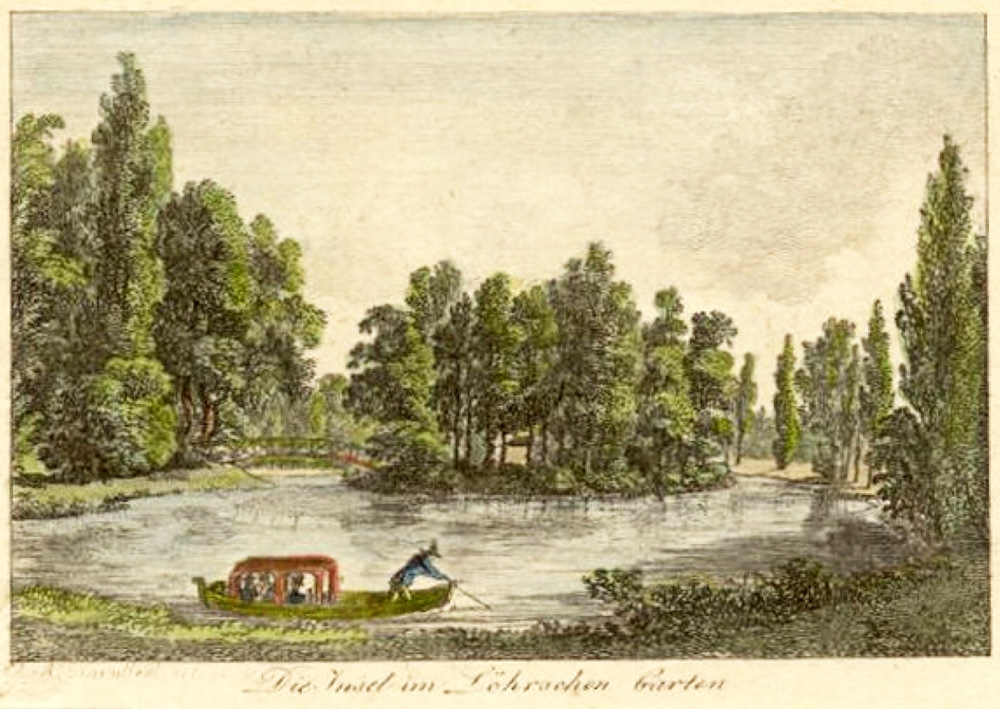
In Löhrs Garten

1770/1771 ließ der Leipziger Bankier Eberhard Heinrich Löhr (1725–1798) auf dem Gelände, das von seinem sieben Jahre später errichteten Haus an Löhrs Platz (seit 1909 Tröndlinring) bis zur Parthe reichte, eine öffentlich zugängliche, etwa sechs Hektar große Parkanlage gestalten, Löhrs Garten. Als der Ehemann von Löhrs Enkelin, Johann Georg Keil (1781–1857), Besitzer des Gartens wurde, hieß er Keils Garten. Der letzte Besitzer des Anwesens, Adolph Keil, ließ das Grundstück ab 1870 schrittweise parzellieren und verkaufte den restlichen Teil im Jahr 1886 an die Leipziger Immobiliengesellschaft, die das Gelände vollständig bebauen ließ.
Im Zweiten Weltkrieg wurde die Bebauung auf dem Gebiet des heutigen Carrés fast vollständig zerstört. Danach blieb eine Brache. Erst nach der deutschen Wiedervereinigung begann der Aufbau. 1992 startete nach Plänen der Münchner Wörle-Siebig Planungsgesellschaft die Errichtung der City-Nord, wie das Projekt der Sparkasse Leipzig und der Landesbank Sachsen (Vorgängerin der Sachsen Bank) zunächst hieß. Nach zwei Bauabschnitten war 1996 der Bau für 530 Millionen DM nunmehr als Löhrs Carré fertig und bezogen. Die offizielle Einweihung war am 23. Mai 1997.